# Salvijus
Salvijus ist ein männlicher litauischer Vorname. Es ist abgeleitet vom Heiligen Salvius von Albi.

## Herkunft
Der Vorname stammt vom lateinischen Wort salvus („gesund, gerettet“).

## Namenstag
Der Namenstag ist am 10. September.

## Namensträger
- Salvijus Berčys (* 1989), litauischer Schachspieler